# 2022年2月臺灣
| << | 2022年2月 （民國111年） | >> |    |    |    |    |
| \| 日 \| 一 \| 二 \| 三 \| 四 \| 五 \| 六 \| \| \| \| 1 \| 2 \| 3 \| 4 \| 5 \| \| 6 \| 7 \| 8 \| 9 \| 10 \| 11 \| 12 \| \| 13 \| 14 \| 15 \| 16 \| 17 \| 18 \| 19 \| \| 20 \| 21 \| 22 \| 23 \| 24 \| 25 \| 26 \| \| 27 \| 28 \| \| \| \| \| \| \| \| \| \| \| \| \| \| |                         |    |    |    |    |    |
| 臺灣新聞動態／維基新聞 |                         |    |    |    |    |    |
| 世界／中国大陆／臺灣 |                         |    |    |    |    |    |
| 日 | 一                      | 二 | 三 | 四 | 五 | 六 |
| |                         | 1  | 2  | 3  | 4  | 5  |
| 6 | 7                       | 8  | 9  | 10 | 11 | 12 |
| 13 | 14                      | 15 | 16 | 17 | 18 | 19 |
| 20 | 21                      | 22 | 23 | 24 | 25 | 26 |
| 27 | 28                      |    |    |    |    |    |
| |                         |    |    |    |    |    |

## 2月3日
- 桃園市市長鄭文燦和全家超商皆證實，全家超商旗下物流公司「日翊文化行銷股份有限公司」大溪倉庫因有部分員工染疫，故暫停物流相關作業[1]。

## 2月7日
- 中央流行疫情指揮中心指揮官陳時中宣布，2月8日至2月28日全國疫情警戒仍維持二級，並維持現有相關措施及規定[2]。

## 2月8日
- 索馬利蘭外交暨國際合作部長瑞格薩（H.E. Dr. Essa Kayd Mohamoud）率領的訪問團今日抵臺，班機在晚間10時11分降落在桃園國際機場，外交部由政務次長曾厚仁代表接機。瑞格薩未發表談話，僅表示很高興來到臺灣。瑞格薩訪台期間除晉見總統蔡英文，還將會晤外交部長吳釗燮、經濟部長王美花、行政院農業委員會主任委員陳吉仲等官員，就兩國合作領域交換意見[3]。外交部已在大門前升起索國國旗與中華民國國旗並列，該慣例是友邦代表訪問時，才會升起該國國旗，可見索馬利蘭形同臺灣的準友邦地位[4]。

## 2月9日
- 今日上午，索馬利蘭外交部長瑞格薩訪問團由中華民國外交部長吳釗燮陪同，前往中華民國總統府晉見總統蔡英文，總統府秘書長李大維也在座。蔡總統表示索馬里蘭為臺灣在東非地區推展「非洲計畫」的重要據點。過去幾年來，無論是在農業、漁業、或是教育、能源等領域，臺灣和索馬里蘭有許多的合作交流。瑞格薩部長說，索馬里蘭與台灣共享許多價值及原則，包括良好的政治及民主治理、自由市場經濟、對基本人權的尊重、公開透明的政府體系及言論自由。[5]
- 經濟部長王美花今日下午會見訪臺的索馬利蘭外交部長瑞格薩及財政發展部長希瑞（Saad Ali Shire）、計畫暨國家發展部長阿卜杜拉（Omar Ali Abdilahi）及畜牧暨漁業發展部長穆合德（Saeed Sulub Mohamed）等人。雙邊觸及油氣探勘、產業合作等議題，王美花在會中請索國政府支持中油探勘油田；瑞格薩一行人擬於11日拜會中油[6][7]。

## 2月16日
- 莫德納宣布來臺設立子公司[8]。

## 2月21日
- 外交部今日證實，應遠景基金會邀請，美國前國務卿蓬佩奧（Mike Pompeo）伉儷將於3月2日至5日訪問臺灣，期間將晉見總統蔡英文等多位政府高層。[9][10][11]

## 2月22日
- 宜蘭地檢署偵辦偵辦宜蘭縣政府2019年一件羅東土地免徵增值稅案、2020年一件羅東土地都市計畫變更案等數案，當中宜蘭縣長林姿妙涉弊案。今日宜蘭地檢署再度搜索縣長官邸。原定上午出席縣務會議的林姿妙，缺席縣務會議，改由縣府秘書長林茂盛主持。1月13日宜蘭地檢署曾指揮法務部廉政署前往宜縣府等相關30餘處所搜索。[12][13]

## 2月23日
- 宜蘭地檢署偵辦宜蘭縣政府疑涉貪污等弊案，凌晨聲押縣長林姿妙、林姿妙的女兒林羿伶與縣府農業處長康立和，宜蘭地院上午召開羈押庭，林姿妙新台幣80萬元交保，林羿伶、康立和請回。[14]

## 2月25日
- 外交部今日發表聲明，中華民國台灣政府嚴厲譴責俄羅斯違反聯合國憲章發動戰爭，為敦促俄方停止對烏克蘭的軍事侵略，以及儘速恢復各方的和平對話，中華民國台灣政府宣布將參與國際社會對俄羅斯的經濟制裁。[15][16]並表示駐俄羅斯代表處昨晚已安排一輛撤僑巴士，自烏克蘭首都基輔啟程載運有意願撤離的僑胞到西邊城市利維夫市（Lviv），預計陸續載運18名臺僑撤離。[17]

## 2月28日
- 中油表示因烏俄情勢致國際天然气價格上漲，自2022年3月1日起，為照顧民生與工業用戶並持續穩定物價，國內天然氣價格僅電業用戶調漲10%，其他用戶則不調整[18]。
- 《路透社》報導，美國拜登政府將派遣由前高級國防和安全官員組成的代表團訪問臺灣。政府高級官員透露，這表明在俄羅斯入侵烏克蘭後，對臺灣擁有主權的支持。報導也指出，代表團訪臺期間將與總統蔡英文、國防部長邱國正等官員會面。外交部隨後證實此事。總統府發言人張惇涵表示，蔡英文總統將於3月2日上午於總統府接見訪團，並於當天設晚宴接待。此次將由美國前參謀首長聯席會議主席麥可·穆倫（Michael Glenn Mullen）率團訪臺，訪團成員包括：前國防部政策次長傅洛依（Michèle A. Flournoy）、前白宮副國安顧問歐蘇莉文（Meghan L. O'Sullivan）、前白宮國安會亞洲事務資深主任葛林（Michael Green）及前白宮國安會亞洲事務資深主任麥艾文（Evan S. Medeiros）。訪團成員涵蓋民主、共和兩黨的卸任高層國安官員，充分展現美國對印太區域局勢的高度重視，及美國跨黨派對臺灣高度共識的支持。[19][20]